# Sur (Oman)
Sur (صور in arabo) è una città dell'Oman, capoluogo del governatorato di al-Sharqiyya Sud e fino al 2011 capoluogo della regione di Ash Sharqiyah. Si trova nel nordest dell'Oman sulla costa del Golfo dell'Oman, a circa 150 chilometri a sud est della capitale Mascate. 

## Storia
Fondata come porto commerciale già nel VI secolo come base per i mercanti diretti in Africa orientale, l'importanza di Sur è sempre stata legata alla sua posizione sulle rotte commerciali dell'oceano indiano. Durante il XVI secolo fu controllata dai portoghesi, poi espulsi dall'Imam Nasir bin Murshid.